# 萧松立
萧松立（1899年—1962年），男，又名伦豫，湖南常德县人。重庆工商界人物。第一、二届全国人大代表。

## 生平
湖南常德县人。1919年毕业于湖南省立高级工业学校。先后在上海、浙江、汉口、沙市等地纺织纱厂工作，由练习生逐步擢升为工程师、总工程师、经理、总经理。
1945年参与成立中国民主建国会。此后历任中国人民政治协商会议四川省重庆市委员会副主席、中国民主建国会中央委员会委员、中国民主建国会四川省工作委员会副主任委员、中华全国工商业联合会执行委员、四川省工商业联合会副主任委员等职务。后任重庆市副市长。1954年当选第一届全国人民代表大会代表。
因患高血压脑溢血症，于1962年12月31日下午在重庆逝世，享年63岁。